# Sidney Robinson
Pour les articles homonymes, voir Robinson.
Sidney Robinson (né le 1er août 1876 - mort le 3 février 1959) est un athlète britannique. 

## Palmarès

### Jeux olympiques d'été
- Athlétisme aux Jeux olympiques de 1900 à Paris,  France
  -  Médaille d'argent sur 2500 m steeple
  -  Médaille de bronze sur 4000 m steeple
  -  Médaille d'or sur 5000 m par équipes